# Шандор Радо (психоаналітик)
Шандор Радо (угор. Radó Sándor; 8 січня 1890, Кішварда — 14 травня 1972, Нью-Йорк) — угорський психоаналітик другого покоління, який переїхав до Сполучених Штатів у 1930-х роках.
За словами Пітера Гея, «Будапешт породив деякі з найбільш помітних талантів аналітичної професії: окрім Ференці, до них належав Франц Александер [і Шандор] Радо».
Радо відомий тим, що в 1956 році ввів термін «шизотип» як абревіатуру «шизофренічного фенотипу». Ці праці відіграли основоположну роль у сучасних концептуалізаціях шизотипії та генетичної етіології шизофренії та психозу.

## Життя
Радо спочатку отримав освіту лікаря. Пізніше Шандор Радо зустрів Зигмунда Фрейда в 1915 році і вирішив стати психоаналітиком. Спочатку його проаналізував колишній аналітик Фрейда Е. Ревесз, а потім, після його переїзду до Берліна, Карл Абрагам. Серед його видатних аналізантів були Вільгельм Райх і «Гайнц Гартманн, найвидатніший серед его-психологів».
Після більшовицької революції в Угорщині «Радо мав певний вплив на нових господарів, і саме він маневрував […] Ференці як перший університетський професор психоаналізу». Потім зміна режиму призвела до його переїзду до Берліна, де після смерті Авраама Ернест Джонс запропонував Радо (серед інших) «замінити його в [Секретному] комітеті». Хоча цього не відбулося, Радо швидко «став відомий як видатний теоретик».
У Сполучених Штатах він зіграв важливу роль у відносно складному створенні «Центру психоаналітичного навчання та досліджень Колумбійського університету, який із болісними відчуттями вирвав із Нью-Йоркської психоаналітики в 1944 році Шандор Радо в результаті жорстокого розколу». Після цього, «колись Радо був активним членом центрального керівного органу психоаналізу, тепер жив на периферії організації».

## Доробок
Шандор Радо був «прозорливим ученим і лаконічним письменником у своїй обраній галузі. Серед його зібрань статей жодна не перевищує двадцять сторінок — незвичне для психоаналітика — […] ясність».

### Ранні твори
Між 1919 і 1942 роками Радо опублікував одинадцять психоаналітичних робіт. Мабуть, найважливішою з них була стаття 1927 року «Проблема меланхолії», яка «принесла рішення деяких важливих і доречних проблем, які досі не з'ясовані». Отто Феніхель вважав, що «документ Радо [1928] викрив самодокори як амбівалентне поєднання (об'єкта та) суперего», і що «розрізнення „доброго“ (тобто, що захищає) і „поганого“ (тобто караючого) аспекту суперего використовувалося для прояснення цілей депресивних механізмів».
Радо також написав основоположні статті з питання про залежність: «Широко цитувалася його концепція „харчового оргазму“, яка замінила перевагу геніталій у фармакотимії». Радо бачив коріння аддиктивних особистостей у спробах «задовольнити архаїчне оральне бажання, яке є сексуальним бажанням, потребою в безпеці та потребою в підтримці самоповаги одночасно […] своїх партнерів [… ] для них не що інше, як постачальники припасів».

### Адаптаційна психодинаміка
Робота Радо «завершується його роботами про „адаптаційну психодинаміку“, […] стислим переформулюванням того, що стало відомим як его-аналіз».
У них він «критикує виняткову заклопотаність терапевта минулим пацієнта та нехтування його сьогоденням», серед іншого: «у всіх цих пунктах Радо був набагато попереду свого часу».
Однак у тих пізніх роботах "один із його колег вважав [lt], що Радо ввів непотрібні неологізми для […] традиційно санкціонованих термінів, наприклад, «гедонічна саморегуляція» для «принципу задоволення», тим самим ще більше сприяючи його професійній ізоляції.